# 新時代不同歌合
《新時代不同歌合》是日本鎌倉時代的歌合，由九條基家在文永年間（1264年至1274年）後半時編撰而成，參考《時代不同歌合》，總共收錄一百名歌人，每名歌人各三首和歌，按時代不同分作50組，左方是《萬葉集》至《金葉和歌集》的歌人，右方則是《詞花和歌集》至《續古今和歌集》的歌人，以舊為左，以新為右，與《時代不同歌合》歌人沒有重複。